# Klaus Peter Hemmer
Klaus Peter Hemmer (* 2. Dezember 1941) ist ein deutscher Erziehungswissenschaftler und Hochschullehrer.

## Leben
Nach dem Zweitstudium in den Fächern Pädagogik, Psychologie, Soziologie und Philosophie und der Promotion 1972 an der Universität Tübingen, war Klaus Hemmer von 1978 bis 2006 Professor für Grundschulpädagogik am Institut für Schulpädagogik der Universität Hamburg.
Seine Arbeits- und Forschungsgebiete sind Geschichte und Theorie des Elementarunterrichts und der Grundschule, Grundschuldidaktik, Gestaltung und Analyse von Lehr- und Lernprozessen und Professionalisierungsaspekte der Schüler-Rolle.

## Schriften
- Der Zahlbegriff im Vorschulalter. Ein Beitrag zur methodisch-didaktischen Analyse kognitiver Prozesse. Weinheim 1972, ISBN 3-407-19007-7 (Zugleich: Tübingen, Univ., Diss. 1972).
- mit Matthias Obereisenbuchner: Die Reform der vorschulischen Erziehung. Eine Zwischenbilanz. München 1979, ISBN 3-7799-0239-7.
- als Herausgeber mit Hubert Wudtke: Erziehung im Primarschulalter. Stuttgart 1985, ISBN 3-12-932270-1.